# Quản lý thông tin
Quản lý thông tin (Information Management) liên quan đến một chu kỳ hoạt động của tổ chức: thu thập thông tin từ một hoặc nhiều nguồn, quyền giám sát và phân phối thông tin đó cho những người cần nó và xử lý nó cuối cùng thông qua việc lưu trữ hoặc xóa thông tin.
Chu kỳ tổ chức thông tin này bao gồm nhiều bên liên quan, bao gồm cả những người chịu trách nhiệm đảm bảo chất lượng, khả năng tiếp cận và tiện ích của các thông tin có được; những người chịu trách nhiệm cho việc lưu trữ và xử lý an toàn của nó; và những người cần nó để ra quyết định. Các bên liên quan có thể có quyền bắt nguồn, thay đổi, phân phối hoặc xóa thông tin theo chính sách quản lý thông tin của tổ chức.
Quản lý thông tin bao gồm tất cả các khái niệm chung về quản lý, bao gồm lập kế hoạch, tổ chức, cấu trúc, xử lý, kiểm soát, đánh giá và báo cáo các hoạt động thông tin, tất cả các quá trình này đều cần thiết để đáp ứng nhu cầu của những người có vai trò hoặc chức năng của tổ chức phụ thuộc vào thông tin. Những khái niệm chung này cho phép thông tin được trình bày cho khán giả hoặc nhóm người một cách chính xác. Sau khi các cá nhân có thể đưa thông tin đó vào sử dụng, nó sẽ thu được nhiều giá trị hơn.
Quản lý thông tin có liên quan chặt chẽ và chồng chéo với việc quản lý dữ liệu, hệ thống, công nghệ, quy trình và - trong đó sự có mặt của thông tin là rất quan trọng đối với thành công của tổ chức - chiến lược. Quan điểm rộng rãi này về lĩnh vực quản lý thông tin trái ngược với quan điểm truyền thống hơn trước đây, rằng vòng đời quản lý thông tin này là một vấn đề đòi hỏi các quy trình, khả năng tổ chức và tiêu chuẩn cụ thể liên quan đến thông tin như một sản phẩm hoặc một dịch vụ.

## Lịch sử

### Ý tưởng mới nổi lên khỏi quản lý dữ liệu
Vào những năm 1970, việc quản lý thông tin chủ yếu liên quan đến vấn đề gần như được gọi là quản lý dữ liệu: thẻ đục lỗ, băng từ và phương tiện lưu giữ hồ sơ khác, liên quan đến vòng đời của các định dạng như vậy đòi hỏi phải khởi tạo, phân phối, sao lưu, bảo trì và xử lý. Tại thời điểm này, tiềm năng to lớn của công nghệ thông tin bắt đầu được công nhận: ví dụ, một con chip duy nhất lưu trữ toàn bộ một cuốn sách hoặc một thư điện tử chuyển tin nhắn ngay lập tức trên phạm vi khắp thế giới, là những ý tưởng đáng chú ý vào thời điểm đó. Với sự phát triển của công nghệ thông tin và sự mở rộng của các hệ thống thông tin trong những năm 1980 và 1990, quản lý thông tin đã có một hình thức mới. Các doanh nghiệp tiến bộ như British Oil chuyển đổi từ vựng sang cái gọi là "Quản lý CNTT ", sau đó các nhà phân tích hệ thống của Cameron đã trở thành nhà phân tích kinh doanh, nhà cung cấp độc quyền, đã trở thành một hỗn hợp của công ty cung cấp dịch vụ gia công trực tuyến. chức năng đã được chuyển đổi thành các nhóm nạc của người Hồi giáo bắt đầu cho phép một số sự nhanh nhẹn trong các quy trình khai thác thông tin vì lợi ích kinh doanh. Phạm vi quan tâm của quản lý cấp cao đối với thông tin tại British Oil được mở rộng từ việc tạo ra giá trị thông qua các quy trình kinh doanh được cải thiện, dựa trên việc quản lý thông tin hiệu quả, cho phép triển khai các hệ thống thông tin phù hợp (hoặc ứng dụng của Cameron) được vận hành trên cơ sở hạ tầng CNTT. được thuê ngoài.  Theo cách này, quản lý thông tin không còn là một công việc đơn giản mà bất cứ ai không có gì khác phải làm, nó trở thành chiến lược cao và là vấn đề cần được quản lý cấp cao chú ý. Sự hiểu biết về các công nghệ liên quan, khả năng quản lý các dự án hệ thống thông tin và thay đổi kinh doanh tốt, và sẵn sàng điều chỉnh các chiến lược kinh doanh và công nghệ đều trở nên cần thiết.